# نمای خشک
نمای خشک به نماهایی گفته می‌شود که دوغاب و ملات سیمانی در ساخت آنها استفاده نشود.

## مفهوم نما در معماری
اگر ساختمان را حجمی بسته در نظر بگیریم. سطوحی از بنا که با فضای باز فصل مشترک دارند، نما محسوب می‌شوند. بنابراین نما آن بخش از ساختمان است که از فضاهای عمومی (خیابان، میدان) دیده می‌شوند.
در دنیای امروزی زیبایی و نوع طراحی نماهای ساختمان گویای کلاس کاری، نوع فعالیت و حتی طرز فکر، ایده‌ها و نقطه نظرها و تفکرهای مدیران آن شرکت می‌باشد. از این رو مدیران رتبه اول سازمان‌ها و مؤسسات علاوه بر روش‌های جدید تبلیغات تلاش می‌کنند تا نوع، محل و به خصوص نمای ساختمان مرکزی سازمان خود را به گونه‌ای طراحی و انتخاب نمایند تا نشان دهنده نوع و اهمیت فعالیت آن‌ها باشد و به طوری که عکس‌های ساختمان‌ها به نوعی بیان کننده نوع فعالیت آنان می‌باشد.
سیستم‌های به روز نماسازی که با نصب سنگ به روش خشک در دهه هفتاد میلادی برای اولین بار در کشور آمریکا جهت برج‌های بلند طراحی و مورد استفاده قرار گرفت یکی از روش‌های نوین و منطبق با استانداردهای جدید ساختمانی بود که این روش‌ها در دهه هفتاد خورشیدی در ایران اجرا شد که طی سالهای گذشته تا به امروز پیشرفت‌های چشمگیری در این زمینه ایجاد شده است.
با توجه به مدرن شدن هر روزه تمامی بخش‌های زندگی در این قرن و درگیر بودن همه افراد با این مطلب و همچنین حس زیبایی‌شناسی و گرایش انسان به سمت زیبایی، علم معماری و طراحی ساختمان نیز طی سالهای پایانی قرن بیستم تاکنون با شتاب زیادی دچار دگرگونی گشته است و به سمت صنعتی شدن پیش می‌رود که به طور معلوم نمای ساختمان‌ها نیز تأثیر زیادی را دریافت کرده است که ایجاد و توسعه تمامی روش‌های خشک و مدرن در نماسازی از محورهای آن بوده است

## اجزا
سیستم‌های نمای خشک شامل اجزای زیر است:
شامل اجزای زیر است:
عایق حرارتی
عایق حرارتی به طور مستقل با اتصال مکانیکی یا چسب به زیر کار محکم می‌شود.
چهارچوب نگهدارنده
این چهارچوب می‌تواند از چوب اشباع شده، فولاد یا آلومینیوم ساخته شود. فواصل و اندازه‌ها و نوع اتصالات زیر    به گونه‌ای  طراحی می‌شود که در برابر عوامل مخرب از جمله باد مقاوم باشد.
فضای خالی تهویه
در اغلب سیستم‌های نمای خشک به منظور جلوگیری از ورود نم یا رطوبت به داخل ساختمان، یک فضای خالی تهویه بین نما و عایق ایجاد می‌کنند.
نمای خشک و اتصالات
برخی از مصالح که برای نمای خشک می‌توان استفاده کرد عبارتند از: صفحات رزین اشباع شده، پشم معدنی فوق‌العاده فشرده، الیاف سیلیکات کلسیم، ورقه‌های آلومینیوم و کاشی‌ها و آجرهایی سفالین که گستره‌ای وسیع از رنگ و بافت را در برمی گیرد. نمای خشک را می‌توان با اتصالات آزاد اجرا کرد. که در این صورت در مقابل باران قابل تنظیم خواهد بود.

## مراحل اجرای یک سیستم نمای خشک
مراحل اجرابه ترتیب عبارتنداز:
1. صفحات ال شکل در امتداد یکدیکر بر روی دیوار ساختمان نصب می‌شوند.
2. نصب صفحه عایق بر روی دیوار ساختمان
3. پروفیلهای حامل عمودی با استفاده از میخ پرچ بر روی صفحات ال شکل نصب می‌شوند.
4. نمای خشک مورد استفاده درقابهای آلومینیومی قرار داده می‌شود و از هر چهار طرف درزگیر قرار می‌گیرد.
5. نمای خشک مورد استفاده بنا به نوع اتصال با بدنه ساختمان استحکام می‌یابد.[۲]

## نکات مهم اجرایی
انتخاب چهارچوب نگه دارنده و اتصالات مقاوم و ماندگار در برابر سرما و گرما و بخار آب و گازهای موجود در هوا
در زمان اتصال، شرایط زیر کار و بارهای اضافی از قبیل فشار و باد و باران و نوع ارتباط چهارچوب با سازه از اهمیت بالایی برخوردار است.
آب بندی کردن پنجره‌ها و پیش آمدگی‌های ساختمان و ممانعت از ایجاد پل حرارتی
طراحی اتصالات و نوع مصالح مورد استفاده در نمای خشک علاوه بر مشخصات فنی فوق باید قیمت مناسب، زیبایی نما، سهولت و سرعت در اجرا را در بر گیرد.

## مزایا
- صرفه جویی در زمان
- طراحی مهندسی ساختمان و کاهش پرت مصالح
- سازگاری رفتار مصالح در مقابل تغییرات دمایی جوی
- تولید صنعتی مصالح مصرفی ساختمان
- قابلیت تنظیم و میزان کاری درنمای ساختمان[۳]
- کاهش هزینه بازسازی و ترمیم، افزایش عمر مفید و امکان بازیافت دوباره مصالح به کار گرفته شده
- کاهش حجم و وزن اسکلت و فونداسیون ساختمان
- عایق حرارتی و صوتی
- کاهش وزن و انطباق با آیین نامه‌های زلزله[۳]